# Calgary International Airport
Calgary International Airport  (IATA: YYC, ICAO: CYYC) er en lufthavn, der ligger ved Calgary i provinsen Alberta i Canada. 
Det er Canadas fjerdestørste lufthavn målt på antal passagerer og den tredjestørste målt antal landinger og håndterede 15.680.616 passagerer i 2016 og 250.953 landinger i 2014.